# Балта Сарата (Телеорман)
Балта Сарата (рум. Balta Sărată) насеље је у Румунији у округу Телеорман у општини Кранђени. Oпштина се налази на надморској висини од 94 m.

## Становништво
Према подацима из 2002. године у насељу је живело 918 становника.

### Попис2002.
| Расподела становништва по националности 2002.‍ | Расподела становништва по националности 2002.‍ | Расподела становништва по националности 2002.‍ | Расподела становништва по националности 2002.‍ | Расподела становништва по националности 2002.‍ |
| --------------------------------------------- | --------------------------------------------- | --------------------------------------------- | --------------------------------------------- | --------------------------------------------- |
|                                               |                                               |                                               |                                               |                                               |
| Румуни                                        | Румуни                                        |                                               | 876                                           | 95,4%                                         |
| Роми                                          | Роми                                          |                                               | 42                                            | 4,6%                                          |